# Селезінник волосинчастий
{{#ifeq:0|0|{{#if:|{{#if:Aspleniumtrichomanes|[[]}}|}}}}
Селезінник волосинчастий, аспленій волосоподібний, костянець волосоподібний (Asplenium trichomanes) — багаторічна папороть родини аспленієві.

## Морфологія
Папороть заввишки 5—15 см. Листки (вайї) перисті із темно-бурим блискучим черешком і стрижнем. Частки листка оберненояйцеподібні, утворюють вузьку облямівку по дві сторони стрижня. Спори дозрівають у липні—серпні.

## Поширення
Зростає переважно у гірських системах Середньої та Східної Європи, проте поширений по всій Європі. Також виявлені ізольовані осередки в Азії (Індія, Шрі-Ланка) та Північній Америці, зокрема Канаді.

## Екологія
Росте на затінених скелях та в ущелинах субальпійського та альпійського поясів до висоти 1500—1600 м над рівнем моря.

### Поширення в Україні
Вид поширений по всій території країни, за винятком Причорноморської низовини, Середньоросійської височини і Лівобережного Полісся.

## Охорона
Внесена до «Переліку рідкісних і таких, що перебувають під загрозою зникнення, видів рослинного світу на території Тернопільської області» (рішення Тернопільської обласної ради від 11 листопада 2002 № 64). Перебуває під охороною в заповіднику «Медобори», в межах ботанічної пам'ятки місцевого значення «Оприлівські папороті» Збаразького району Тернопільської області. Також аспленій волосовидний був запропонований до Червоної книги Українських Карпат.

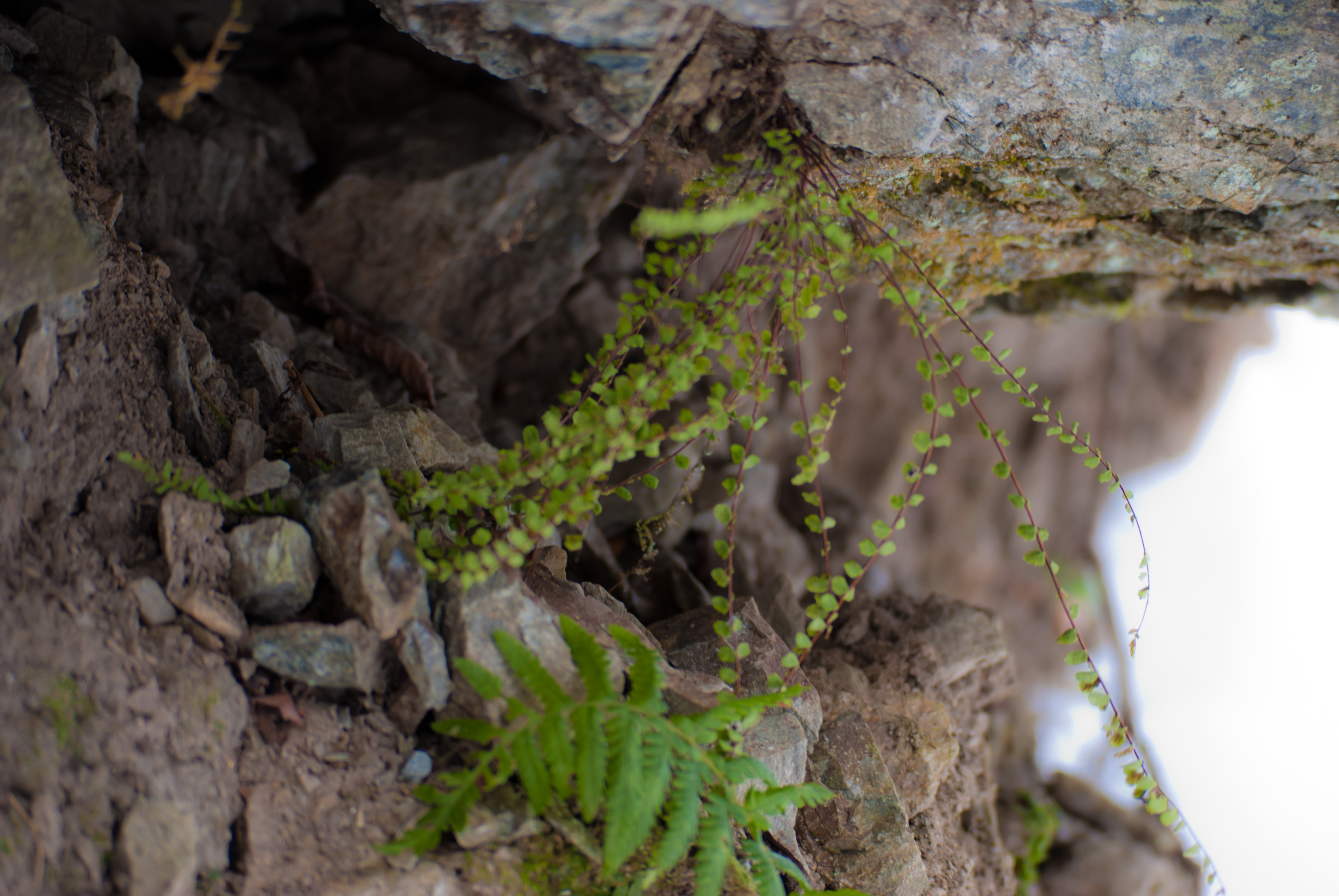
Аспленій волосовидний у Карпатському біосферному заповіднику. (Пагін зверху)

## Використання
Аспленій волосовидний використовують в ландшафтній архітектурі для формування альпійських гірок. В народній медицині листя цієї рослини застосовували проти випадання волосся.